# Saab AB
Saab AB je aviacijska i vojno-obrambena tvtka sa sjedištem u Švedskoj, osnovana 1937. u Trollhättanu. Njezino ime dolazi iz akronima za "Svenska Aeroplan Aktiebolaget" (može se doslovno prevesti i prilagoditi kao "Švedski zrakoplov d.o.o."), pa je tako nazvana "SAAB". Godine 1939. Saab se stopio s ASJA (sa sjedištem u Linköpingu) i tako se preselilo u Linköping. Tijekom izmjene vlasništva tvrtke 1990tih, ime tvrtke je postalo Saab AB.

## Modeli
- Saab 35 Draken

## Vanjske poveznice
|  | Zajednički poslužitelj ima još gradiva o temi Saab AB |